# 庫爾德斯坦縣

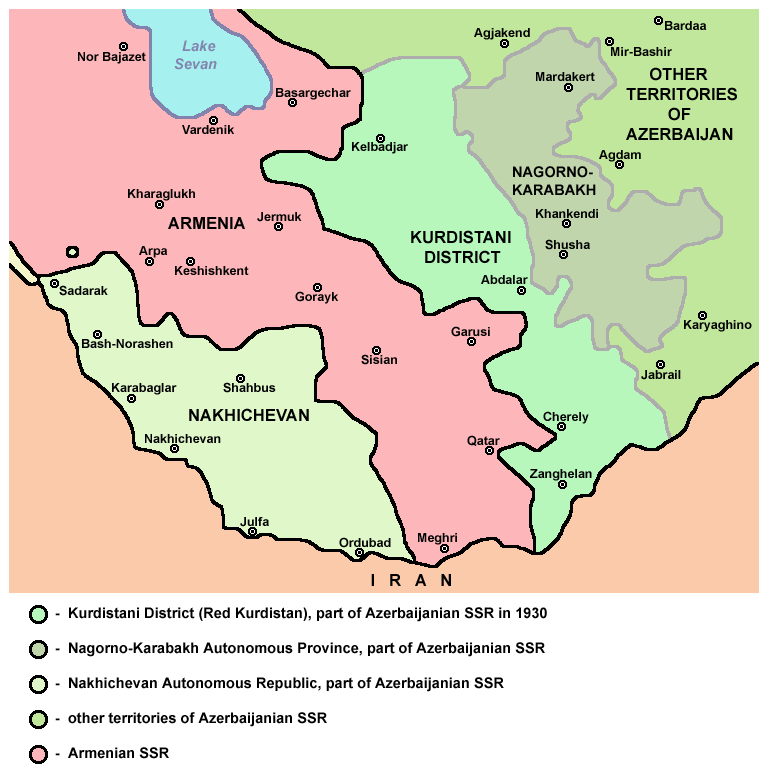
1930年的庫爾德斯坦區（紅色庫爾德斯坦）地圖。

庫爾德斯坦縣（俄語：Курдистанский уезд；亞塞拜然語：Kürdüstan qəzası），常稱紅色庫爾德斯坦（庫爾德語：Кöрдьстана Сор，英語：Red Kurdistan，俄語：Красный Курдистан，亞塞拜然語：Qızıl Kürdistan），是蘇聯的一個次級行政單位，今屬亞塞拜然，曾由納戈爾諾-卡拉巴赫共和國控制。庫爾德斯坦縣存在於1923—1929年之間，首府設於拉欽（Lachin），1930年時改組為庫爾德斯坦區（Kurdistan Okrug），但也只存在了兩個月。

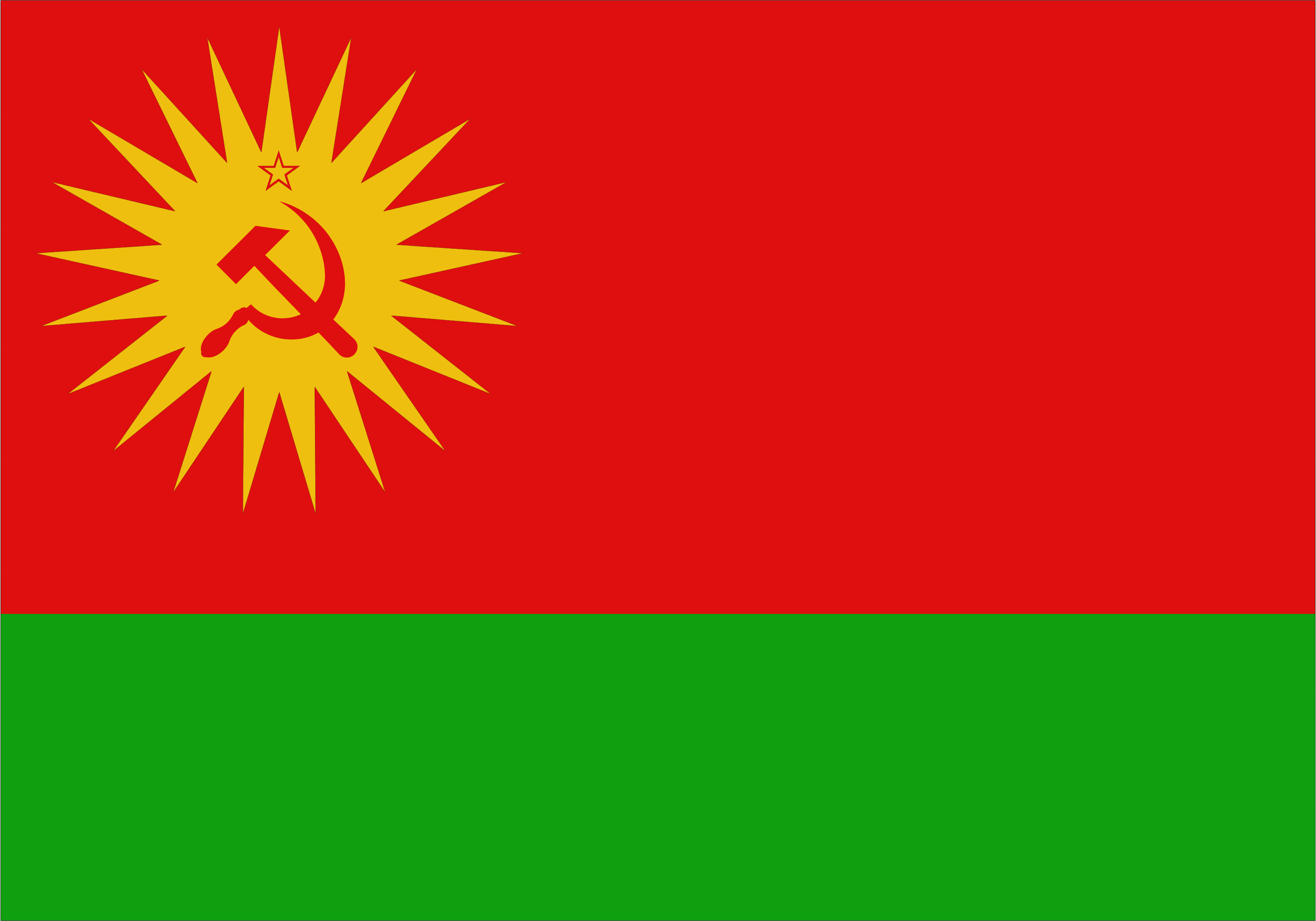

## 歷史
庫爾德斯坦縣（Uyezd）設立於1923年7月7日，由亞塞拜然境內的什葉派庫爾德人所組成，與鄰近以遜尼派庫爾德人為主的納希切凡縣及中東各地的庫爾德人有所差異。在1926年蘇聯人口普查中，該縣的人口有51,426人，其中72.3%為庫爾德人（37,182人）；92.5%的人口以突厥語（亞塞拜然語）作為母語。
庫爾德斯坦縣於1929年4月8日被撤銷，翌年5月30日改設為庫爾德斯坦區（Okrug）除原先的轄區外，也包含現在的贊格蘭區全境與部分傑布拉伊爾區。這個行政區的設置是蘇聯為了爭取伊朗、土耳其境內的庫爾德人支持，並推動庫爾德民族運動所創；但因蘇聯外交政策改變，希望促進與土耳其、伊朗之間的關係，遂在1930年7月23日將該行政區撤銷。在大清洗時期，蘇聯政府將亞美尼亞、亞塞拜然的庫爾德人強制遷移到哈薩克，喬治亞的庫爾德人也在1944年遭到同樣迫害。直到1961年，巴庫的穆罕默德·巴巴耶夫（Mehmet Babayev）開始為庫爾德人的權利展開奔走，但並沒有太多成果。
1992年，亞美尼亞軍隊在納戈爾諾-卡拉巴赫戰爭中佔領拉欽，並在當地扶植庫爾德拉欽共和國（Lachin Kurdish Republic），以維基爾‧穆斯塔法耶夫（Wekil Mustafayev）為首。然而，大多數庫爾德人站在亞塞拜然一邊，寧可選擇離開亞美尼亞佔領區成為難民，使亞美尼亞的計畫落空，穆斯塔法耶夫後亦流亡義大利。